# Eustomias melanostigmoides
Eustomias melanostigmoides es una especie de pez de la familia Stomiidae en el orden de los Stomiiformes.

## Morfología
• Los machos pueden llegar alcanzar los 11,5 cm de longitud total.

## Hábitat
Es un pez de mar y de aguas profundas que vive hasta 900 m de profundidad.

## Distribución geográfica
Se encuentran en las Islas Hawái.